# Златна (Польща)
Златна (пол. Złatna) — село в Польщі, у гміні Уйсоли Живецького повіту Сілезького воєводства.
Населення — 841 особа (2011).
У 1975-1998 роках село належало до Бельського воєводства.

## Демографія
Демографічна структура станом на 31 березня 2011 року:
|          | Загалом | Допрацездатний вік | Працездатний вік | Постпрацездатний вік |
| -------- | ------- | ------------------ | ---------------- | -------------------- |
| Чоловіки | 420     | 64                 | 288              | 68                   |
| Жінки    | 421     | 77                 | 207              | 137                  |
| Разом    | 841     | 141                | 495              | 205                  |